# Търнър (окръг, Джорджия)
Вижте пояснителната страница за други значения на Търнър.
Окръг Търнър (на английски: Turner County) е окръг в щата Джорджия, Съединени американски щати. Площта му е 751 km², а населението - 9474 души. Административен център е град Ашбърн.